# Odžaci (Trstenik)
Odžaci (em cirílico: Оџаци) é uma vila da Sérvia localizada no município de Trstenik, pertencente ao distrito de Rasina, na região de Zapadno Pomoravlje. A sua população era de 1375 habitantes segundo o censo de 2011.

## Demografia
| 1948 | 1953 | 1961 | 1971 | 1981 | 1991 | 2002 | 2011 |
| ---- | ---- | ---- | ---- | ---- | ---- | ---- | ---- |
| 1476 | 1550 | 1699 | 1696 | 1759 | 1701 | 1562 | 1375 |